# NGC 2398-2
NGC 2398-1 est une galaxie spirale située dans la constellation des Gémeaux. C'est la galaxie PGC 21157 de la paire de galaxies de NGC 2398 découverte par l'astronome français Édouard Stephan en 1885.

## Caractéristiques
Sa vitesse par rapport au fond diffus cosmologique est de 9 772 ± 52 km/s, ce qui correspond à une distance de Hubble de 144 ± 10 Mpc (∼470 millions d'al).